# L'ottavo giorno
L'ottavo giorno (Le Huitième Jour) è un film del 1996, scritto e diretto da Jaco van Dormael.
Presentato in concorso al 49º Festival di Cannes, ha valso ai suoi protagonisti Daniel Auteuil e Pascal Duquenne il premio per la migliore interpretazione maschile.

## Trama
(Madre di Georges)
Il film si apre con la voce narrante di Georges, che racconta la sua versione della creazione del mondo nei sette giorni, mostrando i suoi insegnamenti come vivere felici la vita.
La scena si sposta poi su Harry, che dorme in aereo per un viaggio di lavoro. Giunto infine in ufficio insegna ai giovani dipendenti come avere successo nel mondo del lavoro.
Giunto a casa, ascoltando un messaggio delle figlie, Harry preso dallo sconforto sentendosi un fallito come padre, per non esserci mai per le figlie, prendendo una pistola giocattolo imita il suicidio.
Il giorno seguente all'istituto di Georges c'è il giorno dei rientri, in cui i ragazzi dell'istituto vengono portati a casa dai genitori per il fine settimana.
Georges, desideroso di rivedere sua madre, prepara la valigia aspettando all'entrata il suo arrivo. Nonostante il tutore gli intimi di rientrare Georges rimane in attesa tutto il giorno. Arrivati a pomeriggio fattosi ormai tardi, Georges si incammina per la strada in compagnia del cane per tornare a casa.
La sera Harry impegnato con il lavoro si dimentica di andare a prendere le figlie che lo aspettavano alla stazione.
Nonostante tenti di raggiungerle, le figlie hanno preso un altro treno e ormai è troppo tardi.
La situazione non migliora, poiché la moglie lo accusa al telefono di non esserle andate a prendere.
Lo stress di Harry al lavoro peggiora le sue condizioni, infine chiede dei giorni per stare a casa.
Prendendo un regalo per Alice, la sua figlia più grande, che tra pochi giorni compirà gli anni, decide di andare a casa sua per portarglielo.
Giunto davanti a casa, vedendo le sue figlie che giocano, ad Harry manca infine il coraggio, e si allontana con la macchina.
Di ritorno a casa mentre piove, Harry tenta il suicidio chiudendo gli occhi, lasciando il volante dell'auto.
Urtando violentemente qualcosa, riprende il controllo della macchina prima che questa finisca fuori strada.
Uscendo fuori scopre di avere investito un cane che si rivela poi essere quello di Georges. 
Dopo alcune vicissitudini, Harry decide di ospitare Georges a casa sua.
Il cane viene seppellito nel giardino di Harry mentre Georges canta un inno alla pace.
Giunto il mattino, Harry trova la tavola del salotto apparecchiata dalla colazione di Georges, che è riverso a terra incosciente.
Chiamato il medico, che abita vicino a casa di Harry, esamina infine Georges; spiegando che è allergico al cioccolato di cui ne è ghiotto. Harry decide di portare Georges a casa di sua madre, ma prima decide di andare un attimo al lavoro per discutere per l'inaugurazione del nuovo ufficio. Giunti per la strada, Georges si ferma in un negozio per scarpe i cui proprietari non sembrano contenti di averlo lì, e intimano a Harry di portarlo via.
Giunti in strada Georges fa alcuni gestacci ad un camionista, che poi viene ripreso da Harry. Georges considera Harry un amico dicendogli di essere allegro, iniziando a ridere. La risata di Georges diventa contagiosa, infine anche Harry si mette a ridere.
Giunti infine a casa della mamma di Georges, euforico suona il campanello sperando di vederla. 
Ad aprire la porta però, arriva uno sconosciuto.
Georges improvvisamente rattristato fa ritorno in macchina. Harry chiede all'uomo dove si trovi la signora nel ritratto di Georges.
L'uomo spiega infine che la madre di Georges è morta quattro anni fa, e che ha acquistato lui la casa. Ma che possiede l'indirizzo della figlia dove le inoltra la posta.
Datogli infine un biglietto, Harry rimonta in macchina.
«La mamma è morta. La mamma è in cielo.» Georges
«Sono già quattro anni. Lo sapevi, no?» Harry
«Dimenticato»
Mentre si dirigono dalla sorella, Georges insulta un camionista che blocca la macchina di Harry con la forza.
Harry tenta di calmare il camionista ma lui gli risponde pestandolo mentre Georges chiusosi in macchina ascolta una musica alla radio.
Giunto infine ad un incrocio, Harry furioso, abbandona Georges lasciandogli l'indirizzo perché prenda un autobus.
Mentre si allontana con la macchina inizia a piovere. Dopo alcuni chilometri, Harry preso dai sensi di colpa ritorna indietro a prendere Georges che lo aspettava sotto la pioggia, che esulta che il suo amico Harry è tornato a prenderlo, capendo infine che lui gli vuole bene. Infine lo abbraccia. Harry inizia a provare affetto per Georges e si affeziona a lui.
Giunti infine davanti alla casa della sorella Phabien, questa si presenta fuori dalla porta, mostrando tuttavia un certo distacco dal fratello down che l'abbraccia, e lei non sembra tanto felice di vederlo.
Phabien ricevendo una telefonata dall'istituto, che l'aveva avvertita della scomparsa di Georges domanda ad Harry cosa sia successo.
Egli risponde di averlo trovato a girare per strada.
Entrando un attimo in casa, i figli di Phabien, accolgono allegramente lo zio Georges, desiderosi di giocare con lui.
Il marito interviene, bloccandoli, e intimando Harry di portarlo via.
Phabien cerca di fare ragionare Georges che lui non può stare lì con lei, in quanto lei ora ha una sua vita, e che sarebbe meglio per lui che ritorni all'istituto.
Georges piange disperato, per il poco affetto che la sorella mostra per lui, in quanto Phabien nutre dei risentimenti, perché quando erano ancora piccoli, la loro madre si occupava più di Georges che di lei, sentendosi infine trascurata.
Harry per tirare su di morale Georges per l'ennesima delusione, lo porta in un ristorante per mangiare, mettendogli infine degli occhiali da sole perché non dia nell'occhio.
Durante il pranzo Georges vede una cameriera che gli piace e gli offre come regalo, la sua sciarpa fatta a maglia.
Ma lei scoprendo che è un down lo rifiuta. Georges cade a terra, piangendo disperato, per poi infine essere soccorso da Harry.
Arrivata la notte, Harry porta Georges in riva al mare, per farglielo vedere, in quanto Georges non ha mai visto il mare.
Calata la nebbia, Harry perde di vista Georges, che si è smarrito. Viene infine salvato dallo spirito della madre che lo blocca quando stava per cadere da un ponte e infine cadere in mare.
Suonando il clacson Harry e Georges riescono infine a ricongiungersi.
Giunta la mattina, Harry decide infine di andare direttamente a casa della sua ex moglie per incontrare le figlie, nonostante sia contro le loro regole.
Lasciando Georges in macchina Harry entra nella casa di soppiatto.
Incontrando la moglie questa spiega che le figlie sono a casa di un'amica. Harry tuttavia non le crede, e i due iniziano a litigare.
Le figlie giungono in quel momento davanti a casa, e riconoscendo la macchina del loro padre, fanno infine la conoscenza di Georges.
Alice invita Georges al suo compleanno che è il 14 segnandoglielo con un pennarello sulla mano.
Sentendo le urla nella casa Georges interviene bloccando Harry chiedendogli di stare calmo.
Alice entra in casa ringraziando suo padre per il regalo fatto, ed invitandolo infine ad andare fuori. 
Usciti dalla casa, Harry piange disperato per il pessimo padre che ha dimostrato di essere.
Georges abbraccia il suo amico, incoraggiandolo ad essere allegro. Georges comincia a mostrare ad Harry le piccole meraviglie del mondo e tutte quelle cose che prima non vedeva.
Harry dopo tanti anni di lavoro e monotonia, inizia finalmente a vedere con occhi nuovi il mondo.
Prenotando una notte in albergo, Georges riceve una visita della madre in compagnia del suo cane e Loise, un amico immaginario che Georges vedeva in televisione.
La madre di Georges è felice di vedere che suo figlio ha trovato un nuovo amico su cui contare, e Georges è desideroso di rimanere a vivere con lui per avere un posto in cui stare senza più rimanere solo e recluso nell'istituto.
La madre gli dice con dispiacere che non è possibile, in quanto Harry ha un'altra vita, e che Georges è costretto a guardare in faccia la realtà di cui Loise non ne fa parte, in quanto personaggio della fantasia.
La madre cerca di risollevare Georges spiegando che lui è una delle persone più buone del mondo e che è capace di fare cose che altri non riescono.
Il mattino seguente Harry riporta Georges all'istituto, chiedendogli infine scusa, non volendo rischiare di causargli infelicità o problemi come ha fatto con le sue figlie.
Intorno a loro vengono gli amici di Georges che conoscono così anche Harry.
Tornato alla solita monotonia di tutti i giorni, senza più la presenza di Georges, Harry comincia a sentire la sua mancanza, percependo che senza di lui manchi qualcosa.
Giunto il giorno quattordici, Georges, rammentando il compleanno della figlia del suo amico Harry, organizza un piano con i suoi amici dell'istituto.
Intenti a fare una gita in un museo d'arte, si allontanano andando in un negozio di auto dove rubano infine un pulmino.
Raggiunto l'ufficio di Harry, mentre è intento a ripetere i suoi insegnamenti ai giovani dipendenti, viene interrotto dalle barzellette dei ragazzi down che irrompono nella conferenza.
Harry divertito e rallegrato nel rivedere il suo amico, abbandona la conferenza rubando i fuochi d'artificio, e partendo con i ragazzi dell'istituto sul pulmino.
Prima di raggiungere le figlie di Harry, Georges si ferma a prendere Natalie.
Giunti al parco giochi sulla spiaggia vicino alla casa delle figlie di Harry, vengono infine riaccese le giostre, dove i ragazzi dell'istituto iniziano a divertirsi.
Mentre Harry è occupato a preparare i fuochi d'artificio, Georges cerca di passare una notte d'amore con Natalie, che gli spiega infine che non dovrebbero in quanto diversi dalle altre persone.
Harry inizia a fare i fuochi d'artificio raggiunto poi da Georges che si diverte insieme a lui ad accenderli.
Le figlie di Harry si svegliano e, guardando fuori dalla finestra, osservano stupite il grande regalo fatto dal loro padre.
Alice guarda stupita il padre, vendendo per la prima volta sul suo volto felicità e allegria mai mostrati prima, comprendendo infine che le vuole bene davvero.
La polizia giunge poco dopo è recupera i ragazzi dell'istituto.
Harry, Georges e Natalie rimangono nascosti per aspettare l'occasione buona di scappare.
Giunti i genitori di Natalie che la chiamano, lei nonostante la proposta di Georges di rimanere con lui, decide infine di abbandonarlo tornando infine dai suoi genitori.
Harry si dà alla fuga insieme a Georges che piange disperato per il suo ennesimo abbandono.
Girando per la città Georges si ferma davanti ad un negozio con i televisori, ripreso dalle telecamere.
«Signore e signori. Telespettatori. Io Georges, sono triste. Per favore dite alla mamma; vienimi a prendere.»
Entrando in una discoteca Georges inizia a ballare, quando la musica diventa soffusa e tutti si cercano una compagna, Georges prova ad abbracciare una ragazza che ballava da sola che lo spinge via violentemente.
Georges urla disperato, per poi essere preso da Harry, triste anche lui che lo porta fuori.
«Mamma! Voglio tornare dalla mamma! Io non sono come gli altri!» Georges
«Si, è vero - tu sei migliore degli altri» Harry
Affranto e triste Harry domanda a Georges cosa può fare per lui. Georges risponde che ha le sue figlie da cui tornare e che lui gli è d'impiccio, ma Harry nega tale affermazione e non intende abbandonarlo.
Mentre Harry dorme, Georges appoggiando la testa sul tronco di un albero chiama sua madre, che gli appare.
«Mamma, voglio andare via con te. Qui non va bene per me» Georges
«Devi essere ragionevole, diventare grande» Mamma di Georges
«No! Non voglio essere grande. Voglio andare via con te»
«Io sono lontana, sono in cielo»
La madre abbraccia tristemente Georges, comprendendo il suo dolore, esclamando tra le lacrime che lui è stato il regalo più bello che la vita le avesse potuto dare.
Ma ormai il contatto si interrompe e Georges si ritrova a toccare l'albero.
Georges alza lo sguardo verso il cielo nuvoloso rischiarato dalla luna piena.
Il mattino Harry si sveglia e trova fra le mani la foto delle sue figlie lasciata da Georges che è scomparso.
Harry chiama disperato il suo amico ma senza riuscire a trovarlo.
Trovatosi davanti alla casa delle figlie, Harry decide di passare a salutarle prima di continuare la ricerca di Georges.
Le figlie abbracciano felicissime il padre per il grande regalo che gli ha fatto.
Georges da lontano, osserva la scena, e sorride felice che il suo amico sia ritornato dalle sue figlie, infine si allontana.
Giunto in città, Georges entra in un negozio, comprando un pacchetto di cioccolatini a forma di cuore, per poi salire infine sul tetto dell'ufficio di Harry. Sedutosi sul tetto mangia i cioccolatini, benché ne sia allergico, osservando le nuvole canta una canzone francese dedicata alla mamma. Girando in tondo probabilmente dovuto al fatto dell'allergia, Georges si butta dal palazzo per poi infine cadere su una chiazza d'erba.
La gente sul marciapiede, si avvicina al corpo di Georges, osservando scioccata ciò che è successo, mentre una coccinella vicino a lui prende il volo e si allontana.
Improvvisamente, compaiono una dopo l'altra, tutte le persone che hanno respinto Georges, cantando la canzone della mamma con una punta di tristezza.
Mentre l'ambulanza è intenta a recuperare il corpo di Georges, la gente intorno canta ad eccezione di Harry che osserva rattristato il corpo del suo amico mentre viene portato via.
Tempo dopo Harry, abbandonato il lavoro, aiuta un gruppo di spazzini a caricare sul camion un bidone dell'immondizia cantando e divertendosi insieme a loro.
Harry inizia a raccontare i sette giorni della creazione, come Georges fece all'inizio del film.
In compagnia delle figlie che adesso può vedere, insegna loro i valori della vita, come Georges insegnò a lui.
Seduti ai piedi di un albero Georges seduto fra i rami osserva felice il suo amico con le figlie.
«Allora si domandò se mancava niente. L'ottavo giorno fece Georges. E vide che era buono» Harry nel monologo finale del film.
Nella scena finale Georges saluta sorridente gli spettatori.

## Personaggi
- Harry: primo protagonista della storia. Manager di grande fama che insegna nella sua azienda ai nuovi dipendenti come avere successo nel mondo del lavoro. Nonostante le apparenze, soffre di una terribile depressione poiché il lavoro lo ha allontanato dalla moglie e dalle figlie che ha trascurato e che infine se ne sono andate. Ciò lo ha fatto sprofondare nella più totale tristezza tentando inizialmente il suicidio. Il destino lo farà però incontrare con il ragazzo down Georges che diventeranno grandissimi amici e grazie a lui gli farà vedere con occhi nuovi il mondo, facendolo tornare a sorridere. Harry si affezionerà molto a Georges cercando di stargli vicino nei momenti peggiori.
- Georges: secondo protagonista. Georges è un ragazzo che soffre della sindrome di down ma con un grande cuore pieno di bontà e amore. Dopo la morte della madre, rimane recluso nell'istituto per ragazzi come lui per quattro anni, senza che qualcuno lo andasse a trovare. Dimenticando che la madre è morta da anni, abbandona l'istituto per tornare a casa. Il destino lo farà incontrare con Harry è presto entrambi diventeranno fantastici amici. Georges cerca di mostrare amore e affetto per gli altri, ma venendo respinto di continuo per la sua diversità di cui anche lui è ben consapevole malgrado cerchi di mostrare il suo affetto sincero. Benché Harry tenti di aiutarlo, Georges sa che deve occuparsi delle sue figlie e della sua famiglia. Dopo essere stato abbandonato anche da Natalie; una ragazza down di cui Georges era innamorato, si convince che nel mondo non ci sia posto per lui e cercherà infine di lasciarlo. Georges sembra possedere dei poteri, in grado di entrare in sintonia con le creature viventi e le piante che lo circondano. Dopo il suo suicidio alla fine del film, la sua anima entra in una coccinella che gli era vicino, per poi volare via.
- Alice: figlia più grande di Harry. Crede che il padre non le voglia bene a causa del lavoro e mostrerà un certo distacco da lui. Giunto il suo compleanno, Harry e Georges usando i fuochi d'artificio rubati all'azienda di Harry per l'inaugurazione, li accendono sulla spiaggia davanti alla sua casa. Guardando dalla finestra, Alice osserva stupita il regalo di suo padre, il quale mostra felicità e allegria mai mostrati prima. Alice comprende infine che suo padre le vuole bene davvero.
- Phabien: Sorella di Georges. Non prova affetto per il fratello. Di fatto dopo la morte della madre, nei quattro anni che seguirono, non lo andò a trovare all'istituto. Phabien prova dei risentimenti nei riguardi di Georges poiché quando erano bambini la madre si occupava più di lui che di lei sentendosi infine trascurata. Benché Georges la vada a trovare insieme al suo nuovo amico Harry, Phabien non prova alcuna gioia nel vederlo, volendo essere libera dalla propria vita. Si può intuire che Phabien abbia litigato con la madre, poiché come ammesso da lei stessa: disse alla madre che lei non si sarebbe occupata di Georges. Dopo il suicidio di Georges alla fine del film, Phabien insieme al marito cantano con una nota di tristezza una canzone.
- Madre di Georges: Madre di Georges e di Phabien. Morta da quattro anni. La sua casa fu infine venduta e Georges rimane recluso nell'istituto, mentre la figlia Phabien inizia una nuova vita allontanandosi dal fratello. Divenuta spirito veglia sul figlio Georges proteggendolo dai pericoli. È contenta che suo figlio abbia trovato un nuovo amico su cui fare affidamento. Il desiderio di Georges sarebbe quello di poter rimanere a vivere a casa di Harry senza più rimanere recluso nell'istituto. La madre con dispiacere gli spiega che non è possibile, in quanto Harry ha un'altra vita e delle figlie che hanno bisogno di lui. Prova tristezza che per quanto Georges provì ad aprirsi al prossimo venga sempre respinto per la sua diversità. Disperata non riuscirà alla fine a far desistere Georges dal suo intento di abbandonare la terra, convinto che nessuno lo avrebbe accettato per la sua diversità e che non sarebbe mai stato felice.
- Natalie: ragazza down che sta nello stesso istituto di Georges. Pratica danza insieme alle altre ragazze dell'istituto. Viene spiata spesso da Georges che ne è innamorato. Anche Natalie verso la fine del film sembra ricambiare Georges, ma deciderà alla fine di lasciarlo per tornare dai suoi genitori, nonostante lui le avesse proposto di stare insieme. Dopo il suicidio di Georges che si getta dal palazzo del suo amico Harry, Natalie insieme ai suoi genitori e i poliziotti, cantano tristemente la canzone della mamma, insieme a tutti gli altri, che hanno respinto Georges. Natalie, come Georges, è consapevole della sua condizione di down, e sa di non essere uguale alle altre persone e ai suoi genitori. Quando Georges e lei cercano di passare insieme una notte romantica, Natalie insiste che non dovrebbero in quanto diversi dagli altri.
- Loise: si mostra come un giovane cantante messicano. È l'amico immaginario di Georges che vedeva in televisione. Le principali canzoni del film sono cantate da lui, anche lui omosessuale.

## Riconoscimenti
- Festival di Cannes 1996
  - premio per la migliore interpretazione maschile (Daniel Auteuil e Pascal Duquenne)